# Abbott Cup
Abbott Cup var tidigare det västkanadensiska juniormästerskapet i ishockey. Turneringen spelades åren 1919–1999.

### Fotnoter
1. ↑  ”Abbott Memorial Cup” (på engelska). AZ Hockey. Arkiverad från originalet den 21 augusti 2008. https://web.archive.org/web/20080821074706/http://www.azhockey.com/Ab.htm. Läst 9 november 2015.